# Undercover i trollfabriken
"Undercover i trollfabriken" är ett TV-reportage i två delar av journalisterna Emil Hellerud och Daniel Andersson för TV4:s Kalla fakta. Programmet var en granskning av Sverigedemokraternas kommunikationsavdelnings arbetsmetoder. Granskningen avslöjade tätare band mellan mediekanalen Riks och Sverigedemokraterna än vad som tidigare hade erkänts. Likaledes avslöjades att Sverigedemokraternas kommunikationsavdelning spred politisk satir från anonyma konton på sociala medier för att vilseleda allmänheten, och programmet diskuterade gränsen mellan humor och desinformation och gjorde jämförelser med organiserade utländska subversioner kallade trollfabriker. Programmets första del sändes den 7 maj 2024 och del två en vecka senare. Programmet tilldelades Kristallen-priset "Årets granskning".

## Bakgrund
Till bakgrundsbilden hörde att 27 sverigedemokratiska politiker avgick från sina politiska uppdrag under 2013-2014 efter att Researchgruppen i samarbete med Expressen och Aftonbladet avslöjade att politikerna anonymt hade spridit näthat.
Det hade under en tid före TV4:s reportage florerat rykten kring Sverigedemokraternas kommunikationsavdelning och dess arbetsmetoder. Det fanns anklagelser om att den skulle bedriva en trollfabrik, som spred hat och hot i sociala medier. Bland annat hade sådana påståenden kommit från Dagens ETC inför de allmänna valen 2022. Sverigedemokraterna avfärdade anklagelserna som "oseriös och uppenbar aktivism".

## Programinnehåll
Första delen av programmet sändes den 7 maj 2024. I den delen avslöjade Kalla fakta att det finns mycket täta kontakter mellan mediekanalen Riks och Sverigedemokraterna, något som partiet vid flera tillfällen förnekat och försökt att dölja.
I första avsnittets andra del intervjuar Emil Hellerud Sverigedemokraternas kommunikationschef Joakim Wallerstein, och där uppstår en diskussion om vad desinformation är. Wallerstein ansåg att det inte rörde sig om desinformation och att det inte heller rörde sig om en trollfabrik.
Andra avsnittet sändes den 14 maj. Kalla fakta visade i den att Sverigedemokraternas kommunikationsavdelning använde minst 23 anonyma konton för att sprida överdrivna eller förlöjligande framställningar av politiska motståndare, inklusive inslag mot ledande politiker inom samarbetspartierna i Tidöavtalet.

## Reaktioner och efterspel
Reaktionerna på TV4:s granskning blev mycket kraftiga bland medier och andra riksdagspartier. Den dominerande reaktionen var att partier borde stå bakom sina budskap och inte medverka i desinformation. Huruvida TV4 verkligen hade visat att Sverigedemokraterna ägnat sig åt att sprida desinformation blev dock föremål för omfattande debatt. Åsa Wikfors, professor på Stockholms universitet menade att: "Sverigedemokraterna håller på att underminera den svenska demokratin". Många liknade SD:s agerande med hur auktoritära regimer använder desinformation. I Arbetet menar Johannes Klenell att granskningen visade på en politisk agenda som liknade Vladimir Putins Ryssland. Johan Croneman på Dagens Nyheter ansåg att Kalla faktas wallraffande, efter att redaktionen lyckats få programmets reporter Daniel Andersson anställd på Sverigedemokraternas kommunikationsavdelning, var det bästa i genren på mycket länge och programmet vann sedermera Kristallen-priset för "Årets granskning". De övriga riksdagspartierna menade att SD efter TV4:s avslöjande borde stänga ner de 23 "trollkontona", något SD uppgav att de inte hade för avsikt att göra.
Reportrarna Emil Hellerud och Daniel Andersson uppgav att de blev utsatta för hat och hot på sociala medier av personer som inte tyckte att Sverigedemokraterna skulle granskas och att det gjorde att de fick begränsa sina liv.

### Sverigedemokraterna
Den 14 maj kriserade Jimmie Åkesson i ett uttalande TV4:s program, vilket han betecknade som en "inhemsk påverkansoperation från det samlade vänsterliberala etablissemanget", och sade att TV4 spridit desinformation. Han kritiserade dramatiseringen i programmet och gav exemplet att en skådespelare, klädd i balaklava, representerade en anonym källa och intervjuades i ett parkeringshus. Sverigedemokraterna skickade dessutom ut sms den 6:e juni om EU-valet, där de uppmanade personer att inte låta "TV4:s påverkansoperation vinna EU-valet".
Den 4 juni anmälde Sverigedemokraterna programmet till Granskningsnämnden för radio och TV. Partiet ansåg att TV4 brutit mot kravet på saklighet. Granskningsnämnden friade senare TV4 och bedömde att Kalla faktas beskrivningar av anonyma trollkonton på sociala medier var sakligt framställda, samt att det fanns grund för påståendet att innehållet som delades från kontona kunde utgöra desinformation.

### Tidöpartierna
Efter granskningen anklagades Sverigedemokraterna för att ha brutit mot Tidöavtalet (en överenskommelse mellan de så kallade Tidöpartierna: Kristdemokraterna, Liberalerna, Moderaterna, och Sverigedemokraterna). I avtalet beskrivs hur Tidöpartierna skulle samarbeta efter riksdagsvalet 2022, inklusive att de skulle "uppträda med värdighet och tala respektfullt om varandras centrala företrädare". Sveridedemokraterna anklagades av de andra Tidöpartierna för att ha brutit mot den klausulen, då flera av inläggen på de anonyma kontona hade gjort narr av Tidöpartierna. Jimmie Åkesson höll dock inte med. Efter ett krismöte 16 maj kom Tidöpartierna - inklusive Sverigedemokraterna - överens om att vissa inlägg bröt mot Tidöavtalet och att 45 inlägg skulle raderas. Sverigedemokraterna sade därefter att de avsåg fortsätta använda anonyma konton, men med en mjukare ton mot de andra Tidöpartierna.

### Myndigheten för psykologiskt försvar
Myndigheten för psykologiskt försvar anmälde programmen till Granskningsnämnden för radio och TV, utifrån ett enligt dem otydligt utformat kollage. Myndigheten gjorde detta för att "MPF anser att TV4:s agerande att medvetet utnyttja inspelat material från andra tillfällen, ett agerande som vilseleder tittare att tro att myndigheten skulle ha uttalat sig om den granskning Kalla fakta framför, är minst sagt anmärkningsvärt, osakligt samt i uppenbar strid mot gällande medieetik." Myndigheten var i kontakt med TV4 efter att de sänt första programmet och informerade om sina invändningar, men trots detta vidtog Kalla fakta inga åtgärder. Ett antal massmedier ansåg att myndighetens agerande för att försöka tvinga fram ändringar i programmet kunde hota mediers oberoende. Dagens Nyheters chefredaktör, Peter Wolodarski, kritiserade myndighetens krav i dess anmälan att de publicerade intervjuerna skulle raderas i efterhand som i strid med Yttrandefrihetsgrundlagen. I en intervju med tidningen Journalisten den 21 maj kommenterade MPF:s pressansvarige Mikael Östlund att myndighetens anmälan inte handlade om innehållet i granskningen eller vad den kommit fram till, utan endast att den varit vilseledande om i vilken kontext intervjuerna med myndighetens medarbetare gjordes. MPF ändrade senare sin anmälan och tog bort kravet på radering av intervjuerna, vilket generaldirektör Magnus Hjort kommenterade med att deras "kvalitetssäkringsprocess har brustit".
Granskningsnämnden konstaterade i september 2023 att inte heller uttalandena från myndighetens medarbetare medförde att programmen stred mot kravet på saklighet.

### Avgång
Expressen rapporterade i maj 2024 att en av de tre medarbetare på Sverigedemokraternas kommunikationsavdelning som Kalla Fakta hade identifierat som "nätkrigare", under flera år innan och parallellt med sin tjänst hade uttryckt stöd på nätforum för Vladimir Putin och Rysslands politik i Ukraina. Efter Expressens avslöjande sade medarbetaren upp sig. Övriga "nätkrigare" fortsatte sin tjänst.

## Utpekade konton
De 23 konton,som Kalla fakta sade sig ha kunnat verifiera som anonyma konton som styrdes av Sverigedemokraterna, är: Kalla fakta verifierade aldrig något SD-styrt anonymt konto på plattformen X (tidigare Twitter).
- Tiktok: mememumriken, markusallard, alexanderbardposting, magdalenaanderssonharfel, sdwaifu, ludvigaspling, sdtobbe, sverjedemokraterna, jimmiemoments, sdregeringen, meanwhileinsweden, tiktokpundaren, veckansutvisning

- Youtube: FilosofiFabriken, jimmiemoments, meanwhileinswe

- Instagram: sozzefasoner, sdregeringen, vkkfb

- Facebook: Politiskt inkorrekt, Sozzefasoner, SDregeringen, Vita Kränkta Kvinnor